# Sant Esteve de Palaudàries
La parròquia de Sant Esteve de Palaudàries es troba a l'extrem occidental del municipi de Lliçà d'Amunt, a tocar de Palau-solità i Plegamans. L'església és inclosa en l'Inventari del Patrimoni Arquitectònic de Catalunya, al conjunt monumental que formen l'església, el cementiri i la masia s'anomena també Palau de Palaudàries o Masia de Palaudàries.

## Història
La primera referència a la vila de Palaudàries apareix documentada l'any 904 com a Palatio Aries.
La parròquia de Sant Esteve apareix documentada per primer cop al document de 1059 en el que el comte de Barcelona Berenguer Ramon I feia cessió en alou a Mir Geribert i Guisla de Gombau un conjunt de terres que formarien la Baronia de Montbui. Aquestes terres eren les parròquies de Sant Pere de Bigues, Sant Esteve de Palaudàries, Sant Mateu de Montbui, Sant Feliu de Codines, Santa Eulàlia de Ronçana, Sant Genís de l'Ametlla, Sant Andreu de Samalús i, es pensa que també, Santa Maria de Caldes de Montbui.
Una altra referència la trobem a la visita pastoral del 1305, en què es reconeix com a parròquia. Hi havia una població d'entre 45 i 60 habitants. El 1421, el rector també feia serveis eclesiàstics els diumenges i festius a Parets, ja que els rèdits de Palaudàries eren insuficients. El 1718 hi havia a Palaudàries 69 habitants i el 1787 el terme tenia 73 habitants.
Formava part de la baronia de Montbui i quan es va dissoldre, el 1835, va passar a formar part de Lliçà d'Amunt, però en l'aspecte religiós, no. Actualment depèn de la parròquia de Sant Julià de Lliçà d'Amunt.

## Edifici
D'origen romànic, va tenir canvis importants al segle xv, XVI i XVIII que li han donat l'aspecte actual. L'església es va allargar l'any 1587 i reformar al s. XVIII. Tot i així, la torre del campanar respon a una tipologia medieval, és el cos més antic de l'edificació.
El temple està orientat a llevant, amb la porta d'entrada situada a migdia, a la qual s'accedeix a través del cementiri. L'església és d'una sola nau, amb dues capelles a la banda sud i una altra capella que queda sota la torre campanar, al mur nord. L'accés actual es fa per la porta d'arc de mig punt amb grans dovelles.
L'absis és pentagonal, cobert amb volta de creueria, amb mènsules decorades amb motius geomètrics. A la clau hi ha esculpida la imatge de Sant Esteve.
La porta d'accés a la sagristia és de pedra motllurada. A l'interior es conserva un aiguamans de pedra amb una carassa que treia aigua per la boca.
La volta de canó que cobreix la nau, el mur nord i una part del mur de ponent són encara vestigis de la primitiva edificació romànica. En alguns llocs de les parets de l'església es poden veure restes de pintures murals, que sembla que originàriament cobrien totes les parets de la nau.
El 1587 s'amplià l'església i s'aixecà la torre campanar de base rectangular i d'un sol cos, amb sis finestres d'arc apuntat a la part superior. Coronava la torre una petita cornisa motllurada, que actualment ha desaparegut.
Al segle xviii es va construir una torre-comunidor sobre la façana de ponent. Es tracta d'una torre de base quadrada feta de maó, amb una obertura rectangular en cadascun dels quatre costats. Des d'aquesta torre-comunidor el rector beneïa les collites i feia oracions per evitar les tempestes.